# Zaber
Die Zaber ist ein rund 22 km langer Bach im mittleren Baden-Württemberg, der in Lauffen am Neckar im Landkreis Heilbronn von links und Westen in den Neckar mündet. Nach ihr wurde der mittelalterliche Zabergau benannt. Das flache Gewässer ist nicht schiffbar.

## Name
Die Ersterwähnung liegt aus dem Jahr 793 als Zabernahgouwe (Zabernachgau) vor. Herkömmlicherweise geht man davon aus, dass sich der Name aus dem lateinischen Wort Taberna („Gaststätte“, „Straßenstation“) ableitet. Vermutet wird, dass die römische Siedlung im heutigen Meimsheim diesen Namen trug (ähnlich wie der elsässische Ort Zabern) und mit der Zeit der Ortsname auf die Umgebung bzw. auf den Bach übertragen wurde. Unterstützt wird diese Theorie dadurch, dass sich im römischen Meimsheim ein Verkehrsknotenpunkt befand und der Ort möglicherweise verwaltungstechnisch für die Region von Bedeutung war.
Namengebend war die Zaber für das Zabergäu zwischen den Höhenzügen Heuchelberg und Stromberg.

## Geographie

### Zaberursprung

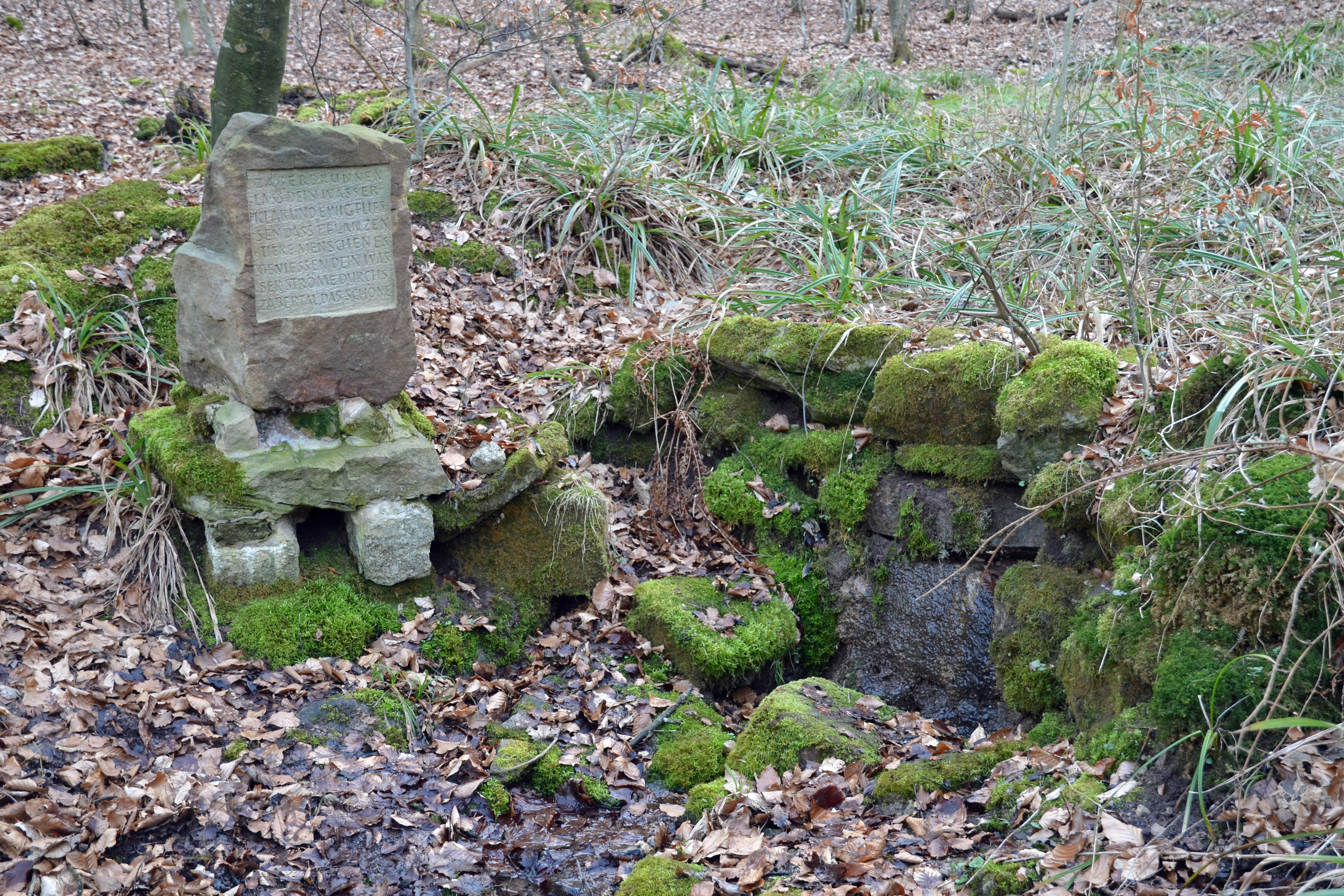
Ursprung der Zaber bei Zaberfeld

Die Zaber entsteht im Landkreis Heilbronn etwa zwei Kilometer südsüdwestlich von Zaberfeld am Nordhang des bewaldeten Strombergs. Unter der Serpentine der Steigenstraße Zaberfeld–Häfnerhaslach (K 2062) liegen eben noch auf der Gemarkung von Zaberfeld einige Quellen, die sich rasch vereinen.

### Verlauf

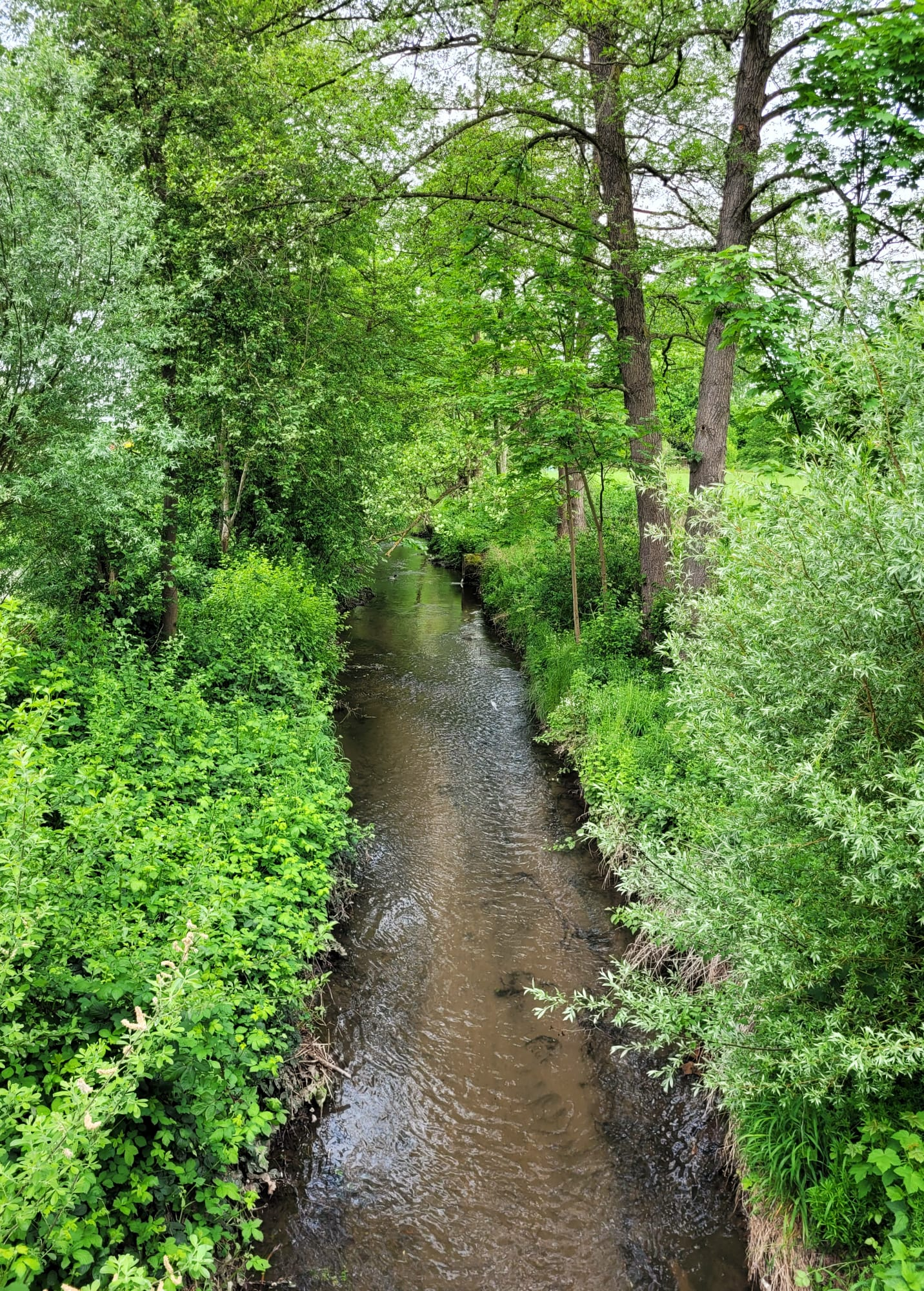
Die Zaber in Güglingen

Die Zaber fließt den Stromberghang hinab nach Norden und in den Stausee Ehmetsklinge ein, der auch noch von zwei weiteren Bächen gespeist wird, von denen der aus der namengebenden Ehmetsklinge etwas länger ist als die Zaber. Nach dem See geht die Zaber auf Ostkurs, den sie bis hin zur Mündung mit nur kleineren Ausschlägen beibehält.
Zunächst durchquert sie Zaberfeld, hinter dem sie ein linker und ein rechter Zufluss erreichen, die beide in ihren Tälern ebenfalls zu einem See aufgestaut sind. Dann wechselt er in die Gemeinde Pfaffenhofen über, durchquert hier in sehr gefällearmem Tal zunächst das Dorf Weiler an der Zaber, ab wo die ersten Weinberge den linken Hang bedecken. Dahinter weitet sich der Talgrund sehr aus und er durchfließt Pfaffenhofen selbst, das die Talaue zugunsten des unteren Hangfüße meidet.
Hinter Güglingen und dann dessen Teilort Frauenzimmern steht Wein auch auf den ferneren Hügeln vor dem Stromberg im Süden. Brackenheim liegt in etwas Abstand auf dem linken Hügel und im Tal des von links zulaufenden Forstbachs, des mit über 7 km ersten längeren Zuflusses. Gleich darauf gegenüber dem Teilort Meimsheim läuft ein ähnlich langer rechter Nebenfluss zu, der aus Cleebronn kommende Herrenwiesenbach.
Nun gräbt sich der Bach tiefer ein und das Tal wird eng. In einem Talmäander mündet von links das 9 km lange Neipperger Bächle wiederum von links, der längste Zufluss und letzte bedeutende überhaupt. Bald danach tritt der Bach in die ausladende ehemalige Lauffener Neckarschlinge ein, die der Neckar selbst verlassen hat und dessen abwärtiger Viertelsbogen heute der Zaber als Tal dient.
Lauffen am Neckar liegt hier größtenteils rechts auf dem alten Umlaufberg, der zum Hügel abgeflacht ist. Nachdem die Zaber die Kleinstadt passiert hat, mündet sie unterhalb der dortigen Schleusenanlagen von links und Osten nach 22 km Lauf in den Neckar.

### Einzugsgebiet
Das Einzugsgebiet umfasst 114 km² und liegt zwischen dem Höhenzug des Heuchelbergs im Südsüdwesten und dem des Strombergs im Nordnordwesten. Im Norden jenseits des Heuchelberg entwässert die Lein ostwärts zum Neckar, im Süden hinter dem Stromberg die Metter und ihr näherer Nebenfluss Kirnbach im Gleichlauf zur untersten Enz. Beidseits des Unterlaufs im sich nach Osten hin weitenden Bergtrichters laufen zu diesem kleinere Konkurrenten. Nur von der Westspitze des Einzugsgebiets zieht der Nachbarfluss Kraichbach in Nordwestlauf direkt zum Rhein.

### Zuflüsse
Auswahl, nach LUBW-FG10, LUBD-GEZG und LUBW-SG10.

Auf den Karten vermerkte Höhenangaben wurden auf volle Meter gerundet. Mühlkanäle wurden in der Regel nicht eigens ausgewiesen.

Zum Vergleich wurden auch die Werte der Zaber selbst blau hervorgehoben aufgenommen.

| Zufluss                          | Seite  | Länge [km] | EZG in km² | Restlauf in m | Mündung Ort                                                         | m ü. NN | Bemerkungen                              |
| -------------------------------- | ------ | ---------- | ---------- | ------------- | ------------------------------------------------------------------- | ------- | ---------------------------------------- |
| Zaber                            | –      | 22,4       | 113,8      | –             | Lauffen am Neckar                                                   | 161     |                                          |
| Lochwiesenbächle                 | links  | 01,1       |            | 20.614        | im Stausee Ehmetsklinge (zus. 13,2 ha)                              | 232     |                                          |
| Ehmetsklingenbächle              | links  | 02,6       | 002,3      | 20.359        | im Stausee Ehmetsklinge                                             | 232     | länger als Zaber                         |
| Riesenbach                       | links  | 03,2       | 004,9      | 19.692        | Au W Zaberfeld                                                      | 220     |                                          |
| Dämmlesgraben                    | rechts | 01,8       |            | 19.259        | Zaberfeld, Herrenwiesenweg                                          | 218     | im Dorf verdolt                          |
| Muttersbach                      | links  | 01,6       | 002,6      | 19.245        | Zaberfeld, Herrenwiesenweg                                          | 218     |                                          |
| Katzenbach                       | rechts | 02,0       | 003,4      | 18.091        | Sportgelände E Zaberfeld                                            | 212     | durchfließt den Katzenbachsee            |
| Michelbach                       | links  | 04,3       | 006,3      | 17.609        | zw. Reisenmühle u. Weiler an der Zaber                              | 203     | durchfließt zuvor einen Stausee          |
| (Bach aus der Steinenklinge)     | rechts | 01,3       |            | 16.671        | Weiler an der Zaber, Bogersmühle                                    | 202     |                                          |
| Benzbach                         | links  | 01,4       |            | 15.522        | vor Straßenbrücke in Pfaffenhofen                                   | 201     | ab Dorfrand verdolt                      |
| Rodbach                          | rechts | 02,2       | 002,2      | 15.311        | Sportstätten in Pfaffenhofen                                        | 200     | ab Dorfrand verdolt                      |
| (Zufluss aus der Leopoldsklinge) | rechts | 01,5       |            | 14.577        | Umspannwerk vor Güglingen                                           | 196     |                                          |
| Flügelaubach                     | rechts | 03,5       | 003,5      | 12.526        | Güglingen, ggü. Sophienhof                                          | 194     |                                          |
| Riedfurtbach                     | links  | 03,8       | 003,4      | 11.476        | Mühle S Güglingen-Frauenzimmern                                     | 191     |                                          |
| (Sägmühlkanal)                   | rechts | 01,3       |            | 11.444        | Mühle S Güglingen-Frauenzimmern                                     | 190     | mit längerem Ast Balzhöfer Bach 2,635 km |
| Fürtlesbach                      | rechts | 03,5       | 003,2      | 10.587        | gegen Gewerbegebiet Güglingen-Frauenzimmern                         | 188     |                                          |
| Wurmbach                         | links  | 04,0       | 007,3      | 09.928        | Kläranlage an Markungsgrenze Brackenheim                            | 185     |                                          |
| Forstbach                        | links  | 07,2       | 011,0      | 07.239        | NSG Zaberauen von Meimsheim und Botenheim vor Brackenheim-Meimsheim | 181     |                                          |
| Herrenwiesenbach                 | rechts | 07,4       | 011,1      | 06.738        | uh. Zabergäubahn-Brücke bei Brackenheim-Meimsheim                   | 180     |                                          |
| Truselbach                       | rechts | 03,6       |            | 05.282        | Brackenheim, Obere Schellenmühle                                    |         |                                          |
| Neipperger Bächle                | links  | 08,9       | 014,1      | 03.828        | Kläranlage vor Lauffener Neckarschlinge                             | 170     |                                          |

1. ↑  Nach LUBW-FG10 (Datensatzeinträge).
2. ↑  Mündung Zufluss bis Zaber-Mündung.
3. ↑  Texteintrag in Blau auf der Hintergrundkarte der LUBW-FG10 im Unterwasser der Lauffener Doppelschleuse.
4. ↑  Nach LUBW-SG10.
5. 1 2  Texteintrag in Blau auf der Hintergrundkarte der LUBW-FG10 im Hauptsee der Ehmetsklinge.
6. 1 2 3 4 5 6 7 8 9 10 11 12 13  Nach dem Höhenlinienbild auf der Hintergrundkarte der LUBW-FG10 abgeschätzt.
7. 1 2  Texteintrag in Blau an der Mündung auf der Hintergrundkarte der LUBW-FG10.
8. ↑  Interpoliert zwischen angrenzenden Werten, das Höhenlinienbild spräche für etwa 206 m ü. NN.
9. ↑  Texteintrag in Schwarz an der Mündung auf der Hintergrundkarte der LUBW-FG10.